# Tárnicsfélék
A tárnicsfélék (Gentianaceae) a tárnicsvirágúak (Gentianales) rendjének névadó családja. 87 nemzetség több mint 1500 faja tartozik ide. Kozmopolita elterjedésű család. Tagjai elsősorban lágy szárúak, de (főleg a trópusokon) cserjék és fák is megtalálhatók köztük, gyakran rizómásak. Színeik és virágformáik nagy változatosságot mutatnak. Legnagyobb nemzetségei a leginkább magashegységi tárnics (Gentiana), a tárnicska (Gentianella) és az ezerjófű (Centaurium).
Virágaik aktinomorfak, hímnősek forrt csészével és pártával. A csésze viszonylag nagy, a párta többnyire harang vagy tölcséres alakú. A porzók a sziromlevelek belső részéhez kapcsolódnak (epipetalous), a pártacimpákkal váltakoznak. A termőtáj alapjánál mirigyes lemez található, a virágok parietális (fali) placentációjúak. A virágzat kettős vagy többes bogas virágzat.
Termésük kettős fedővel nyíló toktermés, egyes fajoknak bogyótermése van. Cönokarpikus magházuk csúcsi részén a két termőlevél még csak lazán kapcsolódik egymáshoz. A magok aprók, a magfehérje olajos, a csíra (embrió) egyenes.
Egyszerű alakú leveleik átellenesek, ritkábban váltakozók, ép szélűek. A pálhák hiányoznak, de a levélalapon a gyantás mirigyszőrök (kollaterák) megtalálhatók.
Edénynyalábjaik jellemzően bikollaterálisak. A tárnicsfélék gyakran tartalmaznak keserűanyagokat, iridoidokat.
Egyes nemzetségei (pl. Voyriella) szaprofiton életmódot folytatnak, leveleik apró pikkellyé redukálódtak, klorofillt nem tartalmaznak; részleges mikoheterotrófia jellemző rájuk.
Néhány faját dísznövényként termesztik.

## Nemzetséglista
| - Adenolisianthus - Anthocleista - Aripuana - Bartonia - Belmontia - Bisgoeppertia - Blackstonia – gyíkpohár - Calolisianthus - Canscora - Celiantha - Centaurium – ezerjófű - Chelonanthus - Chironia - Chlora - Chorisepalum - Cicendia - Comastoma - Congolanthus - Cotylanthera - Coutoubea - Cracosna - Crawfurdia - Curtia - Deianira - Djaloniella - Enicostema - Eustoma - Exaculum - Exacum - Fagraea - Faroa | - Frasera - Geniostemum - Gentiana – tárnics - Gentianella – tárnicska - Gentianopsis - Gentianothamnus - Halenia - Helia - Hockinia - Hoppea - Irlbachia - Ixanthus - Jaeschkea - Karina - Klackenbergia - Lagenanthus - Lapithea - Latouchea - Lehmanniella - Lisianthius - Lomatogoniopsis - Lomatogonium - Macrocarpaea - Megacodon - Microrphium - Monodiella - Neblinantha - Neurotheca - Obolaria - Oreonesion - Ornichia - Orphium | - Parajaeschkea - Phyllocyclus - Potalia - Prepusa - Pterygocalyx - Pycnosphaera - Rogersonanthus - Sabatia - Saccifolium - Schinziella - Schultesia - Sebaea - Senaea - Sipapoantha - Swertia - Symbolanthus - Symphyllophyton - Tachia - Tachiadenus - Tapeinostemon - Tetrapollinia - Tripterospermum - Urogentias - Veratrilla - Voyria - Voyriella - Wurdackanthus - Xestaea - Zonanthus - Zygostigma |

### Fordítás
- Ez a szócikk részben vagy egészben a Gentianaceae című angol Wikipédia-szócikk ezen változatának fordításán alapul.  Az eredeti cikk szerkesztőit annak laptörténete sorolja fel. Ez a jelzés csupán a megfogalmazás eredetét és a szerzői jogokat jelzi, nem szolgál a cikkben szereplő információk forrásmegjelöléseként.